# (72987) 2002 DL18
2002 دي أل 18 (ويعرف أيضًا باسم (72987) 2002 دي أل 18 وفق تسمية الكوكب الصغير) (بالإنجليزية: 2002 DL18)‏ هو كويكب ضمن حزام الكويكبات؛ وترتيبه 72987 من حيث الاكتشاف.
اكتُشف هذا الجُرم الفلكي بواسطة بحث لنكولن عن الكويكبات القريبة من الأرض في 21 فبراير 2002.

## وصلات خارجية
- (72987) 2002 DL18 في قاعدة بيانات مختبر الدفع النفاث لأجرام النظام الشمسي الصغيرة

- الاكتشاف · مخطط المدار ·  العناصر المدارية · المعلمات المادية

- (72987) 2002 DL18 على موقع ويكي سكاي: DSS2, SDSS, GALEX, IRAS, Hydrogen α, X-Ray, Astrophoto, Sky Map, Articles and images